# Tanjong Haji Muda
Tanjong Haji Muda is een bestuurslaag in het regentschap Aceh Utara van de provincie Atjeh, Indonesië. Tanjong Haji Muda telt 94 inwoners (volkstelling 2010).